# Fabrizio Convalle
Fabrizio Convalle, né le 11 avril 1965 à Carrare, est un coureur cycliste italien professionnel de 1989 à 1993. Il a gagné une étape du Tour d'Italie en 1990.

## Palmarès

### Palmarès amateur
- 1987
  - Gran Premio Montanino
  - 2e du championnat d'Italie sur route amateurs
- 1988
  - Coppa Ricami e Confezioni Pistoiesi
  - La Nazionale a Romito Magra
  - Mémorial Giampaolo Bardelli
  - Targa del Centenario
  - 2e du Grand Prix de Poggiana

### Palmarès professionnel
- 1989
  - 3e du Tour des Pouilles
- 1990
  - 5e étape du Tour d'Italie

## Résultats dans les grands tours

### Tour d'Italie
3 participations
- 1990 : 135e, vainqueur de la 5e étape
- 1991 : abandon (13e étape)
- 1992 : 117e